# استودیو ۶۵
استودیو ۶۵ (به انگلیسی: Studio 65) یا (به ایتالیایی: Studiosessanta5) (استودیوشصت۵)، یک استودیوی معماری ایتالیایی است.
در سال ۱۹۶۵ میلادی در تورین به عنوان یک مجموعۀ آزمایشی آوانگارد از معماران، طراحان، شاعران و هنرمندان تأسیس شد. بنیانگذاران آن فرانکو آئودریتو، روبرتا گاروشی، انزو برتونه، پائولو مورلو و پائولو روندلی بودند.
استودیو ۶۵ نقش مهمی در جنبش رادیکال در طراحی ایتالیایی در دهۀ ۱۹۷۰–۱۹۶۰ میلادی ایفا کرد. برخی از معروف‌ترین محصولات طراحی شده توسط آن‌ها، کاناپۀ بوکا و صندلی کاپیتلو است. پروژه‌های قابل توجه دیگر عبارتند از کاناپۀ لئوناردو، که به یکی از نمادهای جنبش طراحی رادیکال تبدیل شد، طراحی داخلی آپارتمان کازا کانلا، ویلای پالادیان، و همچنین کلوپ شبانۀ باربارلا. دیگر اعضای جنبش طراحی رادیکال از تورین، پیرو گاتی-چزاره پائولینی-فرانکو تئودورو، لیبیدارچ، چرتی-دروسی-روسو، گوئیدو دروکو، فرانکو ملو، و پیرو جیلاردی بودند.
در اواخر دهۀ هفتاد میلادی، گروه از هم پاشید و آئودریتو و سامپانیتو – با حفظ نام استودیو ۶۵ – یک پایگاه فعالیت معماری و طراحی در کشورهای عربی راه‌اندازی کردند، به موازات کار ویرایش-مجدد، کشف‌مجدد و آلایش برخی از نمادین‌ترین قطعات تولیدی آن‌ها و خلق قطعات منحصر به فرد، که اغلب با همکاری شرکت‌های نمادین ساخت ایتالیا مانند گوفرام و ساویو فیرمینو تولید می‌شوند. در حال حاضر این شرکت دفاتری در تورین، جده، ریاض و بالی دارد.

## کاناپه بوکا

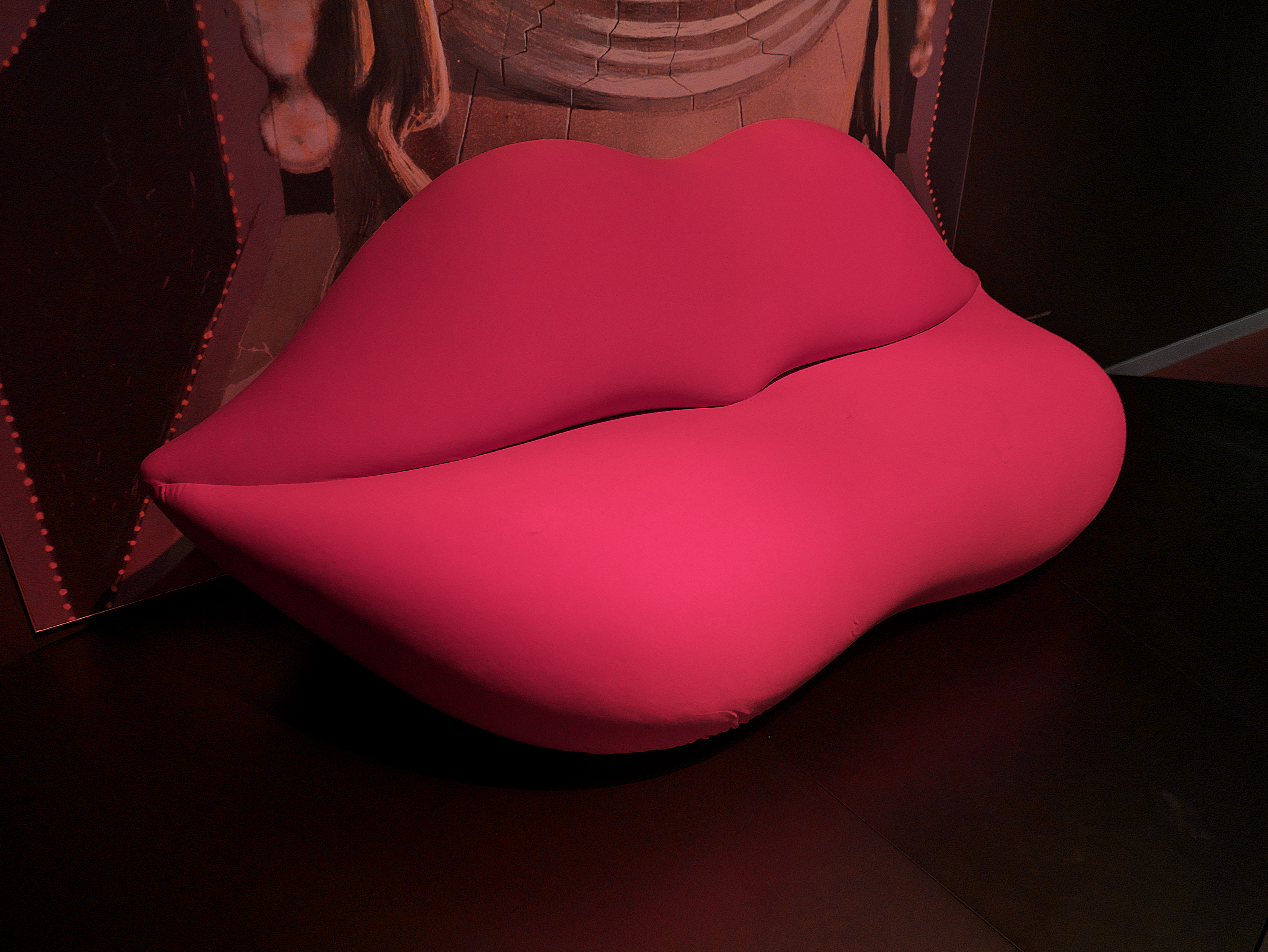
«کاناپه بوکا»، استودیو ۶۵، ۱۹۷۰ میلادی

کاناپه بوکا در سال ۱۹۷۰ میلادی به عنوان بخشی از پروژۀ یک مرکز تناسب اندام جدید در میلان طراحی شد که استودیو ۶۵ برای تکمیل آن سفارش داده شد. مبل ادای احترامی به اثر سورئالیستی سالوادور دالی، پرترۀ می وست بود. این محصول توسط گوفرام، تولیدکنندۀ مبلمان ایتالیایی تولید شده‌ است. نام اصلی مریلین بود، و به مریلین مونرو و همچنین صاحب سالن بدنسازی، مریلین گاروشی، تقدیم شد. به گفتۀ یکی از طراحان آن، فرانکو آئودریتو، کاناپه «در مورد وسواس ظاهری ما صحبت کرد.» کاناپۀ بوکا هنوز در حال تولید است.

## صندلی کاپیتلو

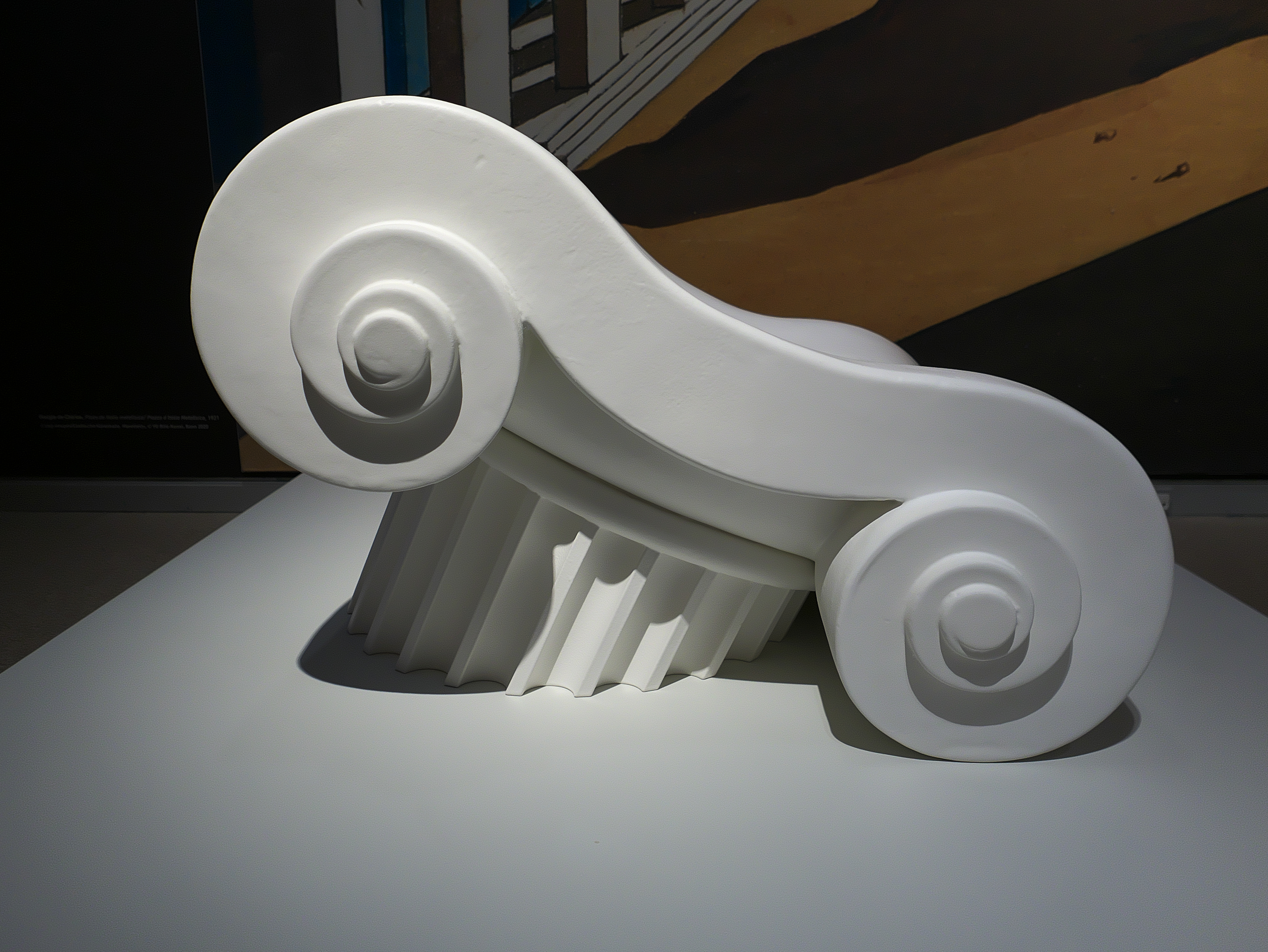
«صندلی کاپیتلو»، استودیو ۶۵، ۱۹۷۱ میلادی

صندلی نمادین کاپیتلو در سال ۱۹۷۱ میلادی ساخته شد و همچنین توسط گوفرام ساخته شد. مانند بسیاری از اشیاء طراحی ایجاد شده توسط جنبش طراحی رادیکال، آن‌ها بحث‌برانگیز و تحریک آمیز بودند، با هدف بی‌ثبات کردن انتظارات. به عنوان یک شعار بازاریابی، آن‌ها از عبارت «نشستن بر گذشته» استفاده کردند. همان‌طور که ام. دیدرو می‌نویسد: «نشستن بر تاریخ» به بیانیه‌ای واضح تبدیل شد که می‌توان سنت‌ها و وزن طاقت‌فرسای مدرنیسم را شکست و برای عقاید خود از طریق بیان تخیلی مبارزه کرد.
مریلین/بوکا، لئوناردو و کاپیتلو بخشی از مجموعۀ دائمی موزۀ طراحی ویترا هستند. و در نمایشگاه طراحی پاپ آرت توسط موزه ویترا دیزاین قرار گرفتند.